# Persone di nome Antonio/Compositori
| Questa pagina contiene informazioni ricavate automaticamente dalle voci biografiche con l'ausilio del template Bio e di un bot. L'aggiornamento è periodico e automatico e ricostruisce completamente la pagina. Se manca una persona in questa lista, sei pregato di non aggiungerla, ma accertati piuttosto che la sua voce biografica contenga il template Bio e che i dati anagrafici siano correttamente compilati. Se il template Bio manca, inseriscilo tu stesso o, in alternativa, metti l'avviso {{tmp\|Bio}} che ne segnala la mancanza. Se i dati riportati sono sbagliati, correggi direttamente la voce biografica; le modifiche saranno visibili in questa lista entro pochi giorni. Per chiarimenti vedi il progetto antroponimi. La lista contiene solo le 92 persone che sono citate nell'enciclopedia e per le quali è stato implementato correttamente il template Bio. Pagina aggiornata al 23 mar 2025. |

Questa è una lista di persone presenti nell'enciclopedia che hanno il nome Antonio e sono compositori.

## A(2)
- Antonio Maria Abbatini, compositore italiano (Città di Castello, n. 1595 - Città di Castello, † 1679)
- Antonio Aurisicchio, compositore italiano (Napoli, n. 1710 - Roma, † 1781)

## B(21)
- Antonio Bagioli, compositore italiano (Bologna, n. 1795 - New York, † 1871)
- Antonio Bagioli, compositore italiano (Cesena, n. 1783 - † 1855)
- Antonio Balsamo, compositore e sassofonista italiano (Aversa, n. 1934 - Aversa, † 1998)
- Antonio Baur, compositore e direttore di banda italiano (Parma, n. 1830 - Milano, † 1874)
- Antonio Bazzini, compositore e violinista italiano (Brescia, n. 1818 - Milano, † 1897)
- Antonio Francesco Bellinzani, compositore italiano (Ferrara - Pesaro, † 1783)
- Antonio Bencini, compositore italiano (Roma - Roma, † 1748)
- Antonio Peregrino Benelli, compositore e tenore italiano (Forlì, n. 1771 - Börnichen/Erzgeb., † 1830)
- Antonio Bertali, compositore e violinista italiano (Verona, n. 1605 - Vienna, † 1669)
- Antonio Besozzi, compositore e oboista italiano (Parma, n. 1714 - Torino, † 1781)
- Antonio Bioni, compositore e cantante italiano (Venezia, n. 1698 - Vienna, † 1739)
- Antonio Boroni, compositore italiano (Roma, n. 1738 - Roma, † 1792)
- Antonio Braga, compositore, critico musicale e giornalista italiano (Napoli, n. 1929 - Napoli, † 2009)
- Antonio Breschi, compositore, pianista e scrittore italiano (Firenze, n. 1950)
- Antonio Brioschi, compositore italiano (n. 1725 - † 1750)
- Antonio Brunelli, compositore italiano (Santa Croce sull'Arno, n. 1577 - Pisa, † 1630)
- Antonio Brunetti, compositore italiano
- Antonio Bartolomeo Bruni, compositore, violinista e direttore d'orchestra italiano (Cuneo, n. 1757 - Cuneo, † 1821)
- Antonio Buonomo, compositore e percussionista italiano (Napoli, n. 1932)
- Antonio Buzzi, compositore italiano (Roma, n. 1808 - Milano, † 1891)
- Antonio Buzzolla, compositore, direttore di coro e direttore d'orchestra italiano (Adria, n. 1815 - Venezia, † 1871)

## C(12)
- Antonio de Cabezón, compositore spagnolo (Castrillo Mota de Judíos, n. 1510 - Madrid, † 1566)
- Antonio Cagnoni, compositore italiano (Godiasco Salice Terme, n. 1828 - Bergamo, † 1896)
- Antonio Caldara, compositore italiano (Venezia, n. 1670 - Vienna, † 1736)
- Antonio Calegari, compositore italiano (Padova, n. 1757 - Padova, † 1828)
- Antonio Casimir Cartellieri, compositore tedesco (Danzica, n. 1772 - Libčeves, † 1807)
- Antonio Cece, compositore e direttore d'orchestra italiano (Saviano, n. 1907 - Roma, † 1971)
- Antonio Cericola, compositore e direttore d'orchestra italiano (Atessa, n. 1970)
- Antonio Cifra, compositore italiano (Loreto, † 1629)
- Antonio Cocomazzi, compositore, arrangiatore e pianista italiano (San Giovanni Rotondo, n. 1973)
- Antonio Coggio, compositore, arrangiatore e produttore discografico italiano (Savona, n. 1939 - Roma, † 2021)
- Anton Coppola, compositore e direttore d'orchestra statunitense (New York, n. 1917 - New York, † 2020)
- Antonio Corbisiero, compositore italiano (Marzano di Nola, n. 1720 - Napoli, † 1790)

## D(5)
- Antonio D'Antoni, compositore e direttore d'orchestra italiano (Palermo, n. 1801 - Trieste, † 1859)
- Antonio Del Fante, compositore italiano (Roma, n. 1770 - Roma, † 1822)
- Antonio Di Jorio, compositore e direttore di banda italiano (Atessa, n. 1890 - Rimini, † 1981)
- Antonio Draghi, compositore e librettista italiano (Rimini, n. 1634 - Vienna, † 1700)
- Antonio Duni, compositore italiano (Matera, n. 1700 - Schwerin, † 1766)

## F(2)
- Antonio Ferradini, compositore italiano (Napoli - Praga, † 1779)
- Antonio Florio, compositore, direttore d'orchestra e musicologo italiano (Bari, n. 1956)

## G(4)
- Antonio Gallassi, compositore italiano (forse Braga)
- Antonio Gandini, compositore italiano (Modena, n. 1786 - Formigine, † 1842)
- Antonio Gardano, compositore e editore musicale italiano (Provenza, n. 1509 - Venezia, † 1569)
- Antonio Giannettini, compositore, organista e cantante italiano (Fano, n. 1649 - Monaco di Baviera, † 1721)

## I(2)
- Antonio Il Verso, compositore italiano (Piazza Armerina - Palermo, † 1621)
- Antonio Illersberg, compositore, direttore di coro e violinista italiano (Trieste, n. 1882 - Trieste, † 1953)

## L(2)
- Antonio Lauro, compositore e chitarrista venezuelano (Ciudad Bolívar, n. 1917 - Caracas, † 1986)
- Antonio Lotti, compositore italiano (Venezia, n. 1667 - Venezia, † 1740)

## M(9)
- Antonio Maiello, compositore, musicista e cantante italiano (Portici, n. 1949)
- Antonio Marangolo, compositore, sassofonista e arrangiatore italiano (Catania, n. 1949)
- Antonio Martinelli, compositore italiano (Modena, n. 1704 - Venezia, † 1782)
- Antonio Masini, compositore italiano (Firenze - Roma, † 1678)
- Antonio Mazzolani, compositore italiano (Ruina, n. 1819 - Ferrara, † 1900)
- Antonio Maria Mazzoni, compositore italiano (Bologna, n. 1717 - Bologna, † 1785)
- Antonio Miari, compositore italiano (Belluno, n. 1778 - Sedico, † 1854)
- Antonio Molinini, compositore, polistrumentista e arrangiatore italiano (Corato, n. 1981 - Bari, † 2021)
- Antonio Musch, compositore, organista e presbitero austriaco (Bolzano, n. 1809 - Trento, † 1888)

## O(2)
- Antonio Onorato, compositore e chitarrista italiano (Aquilonia, n. 1964)
- Antonio Orefice, compositore italiano

## P(6)
- Antonio Maria Pacchioni, compositore italiano (Modena, n. 1654 - Modena, † 1738)
- Antonio Pacini, compositore, direttore d'orchestra e editore musicale italiano (Napoli, n. 1778 - Parigi, † 1866)
- Antonio Palella, compositore e clavicembalista italiano (San Giovanni a Teduccio, n. 1692 - Napoli, † 1761)
- Antonio Gaetano Pampani, compositore italiano (Modena - Urbino, † 1775)
- Antonio Pedrotti, compositore, direttore d'orchestra e direttore di coro italiano (Trento, n. 1901 - Trento, † 1975)
- Antonio Pinto, compositore brasiliano (Rio de Janeiro, n. 1967)

## Q(1)
- Antonio Quintavalle, compositore e organista italiano

## R(4)
- L.A. Reid, compositore e produttore discografico statunitense (Cincinnati, n. 1956)
- Antonio Ricci Signorini, compositore e direttore d'orchestra italiano (Massa Lombarda, n. 1867 - Bologna, † 1965)
- Antonio Rosetti, compositore e contrabbassista ceco (Litoměřice - Ludwigslust, † 1792)
- Antonio Russolo, compositore italiano (Portogruaro, n. 1877 - † 1943)

## S(11)
- Antonio Sacchini, compositore italiano (Firenze, n. 1730 - Parigi, † 1786)
- Antonio Salieri, compositore italiano (Legnago, n. 1750 - Vienna, † 1825)
- Antonio Sartorio, compositore italiano (Venezia, n. 1630 - Venezia, † 1680)
- Antonio Saturno, compositore, direttore d'orchestra e chitarrista italiano (Vico Equense, n. 1980)
- Antonio Savasta, compositore italiano (Catania, n. 1873 - Napoli, † 1959)
- Tony Sbarbaro, compositore statunitense (New Orleans, n. 1897 - New York, † 1969)
- Antonio Scandello, compositore italiano (Bergamo, n. 1517 - Dresda, † 1580)
- Antonio Smareglia, compositore italiano (Pola, n. 1854 - Grado, † 1929)
- Antonio Sorgo, compositore, diplomatico e scrittore dalmata (Ragusa, n. 1775 - Parigi, † 1841)
- Antonio Spadavecchia, compositore russo (Odessa, n. 1907 - Mosca, † 1988)
- Alessandro Stradella, compositore italiano (Bologna, n. 1643 - Genova, † 1682)

## T(3)
- Antonio Francesco Tenaglia, compositore, organista e clavicembalista italiano (Firenze - Roma, † 1672)
- Antonio Tonelli, compositore e violoncellista italiano (Carpi, n. 1686 - Carpi, † 1765)
- Antonio Tozzi, compositore italiano (Bologna, n. 1736 - † 1812)

## V(5)
- Antonio Valente, compositore e organista italiano (Napoli, † 1601)
- Antonio Veracini, compositore e violinista italiano (Firenze, n. 1659 - Firenze, † 1733)
- Antonio Veretti, compositore italiano (Verona, n. 1900 - Roma, † 1978)
- Antonio Vian, compositore italiano (Napoli, n. 1918 - Napoli, † 1966)
- Antonio Vivaldi, compositore e violinista italiano (Venezia, n. 1678 - Vienna, † 1741)

## Z(1)
- Antonio Zacara da Teramo, compositore e cantore italiano